# Carmelo Faraone
Carmelo Faraone fue un director técnico de fútbol argentino que tiene entre sus principales logros haber obtenido tres ascensos a Primera División: con Deportivo Español, Unión (Santa Fe) y Ferro Carril Oeste. Nació el 15 de julio en Buenos Aires y falleció el 19 de mayo de 1993.

## Trayectoria
Faraone nunca fue futbolista profesional.
Como entrenador, dirigió los siguientes clubes:
- Deportivo Español (1966)[2]
- Quilmes (1967)
- Comunicaciones de Guatemala (1971)
- Unión de Santa Fe (1974)
- Selección de Guatemala, dos partidos (1971)[3]
- Ferro Carril Oeste (1978)
- San Lorenzo (1980)[4]
- Unión de Santa Fe (1981)
- Boca Juniors (1982-1983)[5]
- Gimnasia y Esgrima La Plata (1985)

También dirigió la Selección Nacional Argentina años 1967 luego del Campeonato Sudamericano, año 1968 previo al Preolímpico de México del cual NO participó y estuvo ausente hasta mediados del año 1969 renunció categoría sénior, Banfield y All Boys entre otros equipos.